# Opsiphanes aspherus
Opsiphanes aspherus är en fjärilsart som beskrevs av Hans Fruhstorfer 1912. Opsiphanes aspherus ingår i släktet Opsiphanes och familjen praktfjärilar. Inga underarter finns listade i Catalogue of Life.